# Jan Thurfjell
Jan Thurfjell, född 6 januari 1924 i Luleå, död 27 februari 2000 i Örnäsets församling, Luleå var en svensk arkitekt.

## Biografi
Thurfjell avlade studentexamen i Härnösand 1942 och utexaminerades från Chalmers tekniska högskola 1949. Han praktiserade hos arkitekterna Peter Bjugge, Ancker-Gate-Lindegren och Nils Tesch i Stockholm 1950–1953 och blev chef för Norrbottenskommunernas arkitekt- och byggnadskontor (NAB) i Luleå 1954. Studierna finansierade Thurfjell delvis genom att arbeta som musiker på Englandsbåtarna och i Stockholm spelade han även i olika orkestrar med bland annat med Simon Brehm. I Stockholm studerade han även vid Konstakademien, avdelning arkitektur. Han träffade också sin blivande hustru Ulla (född Björling) där. 
I augusti 1957 startade han sitt eget företag, Thurfjells Arkitektkontor AB. Han byggde, med Luleå som utgångspunkt, upp ett flertal kontor, först i norrländska städer, sedan i bland annat Stockholm, Göteborg och Malmö. Thurfjells Arkitektkontor AB var ett av de första nationella arkitektbolagen i Sverige. Företaget var föregångare i mycket av branschens nydaning under 1950- och 60-talet, både vad gäller organisation och byggnadsproduktion. Bland annat gjorde Thurfjells mycket tidiga försök med prefabricerat småhusbyggande.
Ett av de mer speciella projekt som han initierade var byggen i trä från Norrland på den kuwaitiska landsbygden under 1960-talets mitt. Valet av material byggde på hans känsla för trä och hans vilja att med alla medel hjälpa norrländsk träexport. 
Trots att han inte var religiös var kyrkor och kapell något av arkitektoniska favoriter, sannolikt eftersom dessa gav större konstnärligt utrymme än andra typer av byggnader. Kaitum kapell ritades av Jan Thurfjell efter idé av Andreas Labba och invigdes 1964.
Arkitektfirman kom att arbeta mycket utanför Sveriges gränser med  Världsbanken som en stor uppdragsgivare. 
Norrlandsförbundet tilldelade år 1971 Thurfjell Olof Högberg-plaketten för framstående kulturell gärning. 
År 1975 överlät Thurfjell arkitektfirman till några av kontorscheferna och började istället intressera sig för fastigheter. Ett av de mer spektakulära köpen var det vid den tiden mycket nedgångna köpcentret Shopping i Luleå, som efter grundlig renovering återinvigdes 1976. Nämnas bör även köpet av fartyget Patricia som seglades upp från Tyskland till Luleå och byggdes om till nöjesfartyg. Många Lulebor känner till "Gula Pavljongen" som står på Storgatan, men att det från början var taket till en fastighet som Thurfjells fastighetsbolag Lillviken ägde är sannolikt inte lika känt.
När hans yrkesverksamma liv började nå sitt slut riktades hans energi mot musikens och havets värld. Han spelade diverse instrument i grupperingar som Luleå Orkesterförening, Sega Gubbar och Jannes Kapell, han författade även en kokbok med nästan 300 recept på strömming Nästan allt om strömming.
År 1993 gjorde han en roll som musiker i spelfilmen Kärlekens himmelska helvete. Han brann under flera decennier för att Luleå skulle få ett kulturhus där musiken prioriterades. Han verkade aktivt för detta projekt, men fick inte uppleva den dag då huset äntligen stod klart. Genom hustrun Ullas koppling till Liljeholmens Stearinfabrik där hennes far Gustav Adolf verkat, hade två  praktljus sparats för speciella tillfällen. Ljusen förvaltades av Kulturhus-kamraten Erik Sundström med instruktionen att det ena skulle tändas då första spadtaget togs och det andra då huset stod klart.
Sundström höll ord och tände det andra ljuset vid invigningen den 13 januari 2007.